# Mohnton, Pennsylvania
Mohnton, Pennsylvania (енгл. Mohnton) град је у америчкој савезној држави Пенсилванија.

## Демографија
По попису из 2010. године број становника је 3.043, што је 80 (2,7%) становника више него 2000. године.
| Група             | 2000.         | 2010.         |
| Белци             | 2.848 (96,1%) | 2.795 (91,9%) |
| Афроамериканци    | 33 (1,1%)     | 51 (1,7%)     |
| Азијати           | 13 (0,4%)     | 20 (0,7%)     |
| Хиспаноамериканци | 50 (1,7%)     | 149 (4,9%)    |
| Укупно            | 2.963         | 3.043         |